# Ben Carré
Sosthène „Ben“ Carré (* 5. Dezember 1883 in Paris, Frankreich; † 28. Mai 1978 in Santa Monica, Kalifornien, Vereinigte Staaten) war ein französisch-amerikanischer Filmarchitekt, Filmkulissenmaler und Pionier des US-amerikanischen Kinos.

## Leben und Wirken
Sosthène, genannt „Ben“, Carré ließ sich am Atelier Amable seiner Heimatstadt Paris zum Maler ausbilden. Anschließend wurde er als Bühnenbildner und Kulissenmaler an den wichtigsten Bühnen der französischen Hauptstadt, der Comédie-Française und der Pariser Oper, eingestellt. Schon im Jahr 1906 knüpfte Sosthène Carré seinen ersten Kontakt zur zu diesem Zeitpunkt kaum entwickelten Kinematographie. Sowohl die Gaumont als auch die Pathé, die bedeutendsten Produktionsfirmen jener Zeit, stellten ihn als Ausstatter ein.
Im Jahr 1912 wanderte Carré in die USA aus und tauschte seinen Vornamen Sosthène gegen den für amerikanische Zungen leichter auszusprechenden Vornamen „Ben“ aus. Für die französischen Éclair-Studios in New Jersey entwarf Ben Carré eine Fülle von Unterhaltungsproduktionen, meist unter der Regie seines Landsmannes Maurice Tourneur. 1919 wurde Carré amerikanischer Staatsbürger. Zum selben Zeitpunkt endete seine Zusammenarbeit mit Tourneur. Nunmehr in Hollywood ansässig, gelangen Carré in den 1920er Jahren seine größten Erfolge. Mit Filmen wie Rupert Julians Gruselklassiker Das Phantom der Oper und den Kostümstoffen Don Juan (mit John Barrymore) und Die eiserne Maske (mit Douglas Fairbanks) erlebte Carré in den 1920er Jahren die Blütezeit seines Filmschaffens. 1927 ließ man ihn auch den offiziell ersten Tonfilm der Kinogeschichte, Der Jazzsänger, ausstatten.
Trotz seiner wichtigen Leistungen bei zentralen Filmproduktionen in der ausgehenden Stummfilmzeit brach Ben Carrés Karriere mit Anbruch der Tonfilm-Ära schlagartig ein. 1937 beendete er seine Filmarchitektenlaufbahn und arbeitete fortan nur noch als Maler. In dieser Funktion lieferte er einige beachtliche Großgemälde für MGM-Musicalklassiker, darunter Das zauberhafte Land (1939), Heimweh nach St. Louis (1944) und Ein Amerikaner in Paris (1950).
Carrés Sohn Lucien Carré, der in Frankreich geblieben war, arbeitete dort gleichfalls als Filmarchitekt.

## Filmografie
- 1907: La course aux potirons
- 1909: Le Huguenot
- 1909: La mort de Mozart
- 1910: Le festin de Balthazar
- 1911: Aux lions les chrétiens
- 1912: The Dollar Mark
- 1914: Mother
- 1914: The Pit
- 1915: Alias Jimmy Valentine
- 1915: The Cub
- 1915: Camille
- 1915: Trilby
- 1915: La vie de Bohème
- 1916: The Hand of Peril
- 1916: The Closed Road
- 1916: The Rail Rider
- 1916: The Velvet Paw
- 1917: The Whip
- 1917: Exile
- 1917: The Pride of the Claw
- 1917: Barbary Sheep
- 1917: The Poor Little Rich Girl
- 1918: Rose of the World
- 1918: The Blue Bird
- 1918: Prunella
- 1918: Woman
- 1918: Sporting Life
- 1919: The Life Line
- 1919: The Broken Butterfly
- 1919: Victory
- 1920: My Lady’s Garter
- 1921: Bob Hampton of Placer
- 1922: The Light in the Dark
- 1922: What Men Fools Are
- 1923: Wife in Name Only
- 1924: Die rote Lilie (The Red Lily)
- 1924: Ein Mädchen aus guten Hause (Tarnish)
- 1925: Das Phantom der Oper (The Phantom of the Opera)
- 1925: Das Halsband der Zarin (The Masked Bride)
- 1925: Das Opfer der Stella Dallas (Stella Dallas)
- 1925: Die Tänzerin von Moulin-Rouge (The Masked Bride)
- 1926: Mare Nostrum
- 1926: Don Juan
- 1927: Soft Cushions
- 1927: Die letzten Tage von San Francisco (Old San Francisco)
- 1927: Der Jazzsänger (The Jazzsinger)
- 1928: Die rote Tänzerin von Moskau (The Red Dance)
- 1929: Die eiserne Maske (The Iron Mask)
- 1929: Unser täglich Brot (City Girl)
- 1929: Kampfhähne der Liebe (The Cock-Eyed World)
- 1929: Hilfe Haupttreffer! (Hot For Paris)
- 1931: Women of All Nations
- 1931: Charlie Chan – Der Tod ist ein schwarzes Kamel (The Black Camel)
- 1931: Ritter der weiten Wüste (Riders of the Purple Sage)
- 1933: Let’s Sing Luck
- 1935: Das Schiff des Satans (Dante’s Inferno)
- 1935: Skandal in der Oper (A Night at the Opera)
- 1936: The Mine With the Iron Door
- 1936: Great Guy
- 1937: 23½ Hours Leave